# Monte Alto, Valle de Bravo
Monte Alto är en ort i Mexiko.   Den ligger i kommunen Valle de Bravo och delstaten Mexiko, i den södra delen av landet, 110 km väster om huvudstaden Mexico City. Monte Alto ligger 1 982 meter över havet och antalet invånare är 788.
Terrängen runt Monte Alto är kuperad. Runt Monte Alto är det ganska tätbefolkat, med 116 invånare per kvadratkilometer. Närmaste större samhälle är Valle de Bravo, 2,9 km nordväst om Monte Alto. I omgivningarna runt Monte Alto växer huvudsakligen savannskog.